# Domination nakite
Domination nakite (カイト, Kaito) est un OAV hentai sorti en 1998 au Japon et réalisé par Yasuomi Umetsu. 
Il est disponible en version française en 2000 chez l'édition Banzai en version censuré. Ce dessin animé est strictement interdit aux moins de 18 ans. 
Il est sorti aux États-Unis sous le titre Kite.

## Synopsis
Sawa est une enfant quand elle voit ses parents se faire assassiner par un commissaire de police totalement amoral et corrompu nommé Akai ("rouge"). Par ce double meurtre, Akai fait comprendre à Sawa que si elle ne fait pas tout ce que celui-ci ordonne, celle-ci sera tout de suite assassinée. Sawa accepte de ne plus jamais parler du meurtre de ses parents pour rester en vie.
Devenant le père adoptif de Sawa, Akai commence à avoir des relations sexuelles avec elle en dépit de son jeune âge, la forçant à devenir une esclave sexuelle.
Akai décide de faire de Sawa une tueuse professionnelle à ses ordres. Et celle-ci le devient contre son gré, en étant obligé de tuer dans les égouts quelqu'un kidnappé par Akai. À la suite de son premier homicide, la jeune fille ne respecte plus que la loi du plus fort (incarnée par Akai). Les assassinats de Sawa deviennent célèbres auprès de la police à cause de ses balles explosives. 
Mais quand elle devient une jeune femme, celle-ci rencontre un jeune tueur à gage nommé Oburi qui commence lui aussi à assassiner pour le compte de Akai. Les deux jeunes tueurs tombent amoureux l'un de l'autre. Ils décident de tuer Akai et oublier pour toujours leur passé criminel, espérant ainsi redémarrer leur vie à zéro. Confronté à sa trahison, Akai et Kanye battent Oburi à mort.
Après beaucoup de péripéties, ils finissent par tuer Akai. Mais le milieu criminel en relation avec Akai apprend sa mort et embauche une tueuse qui réussit à tuer Oburi.

## Fiche technique
- Titre français : Domination nakite
- Titre anglophone : Kite
- Titre original japonais : カイト, Kaito
- Réalisation : Yasuomi Umetsu
- Scénario : Yasuomi Umetsu
- Musique : Shiroh Hamaguchi
- Sociétés de production : Green Bunny, Beam Entertainment, Arms Corporation
- Distribution :  CJ Entertainment,  Kitty Media (vidéo),  Banzaï (vidéo)
- Genre : drame, action, hentai
- Durée : 60 minutes, 45 minutes (sans les scènes hentai)
- Pays d'origine :  Japon
- Langue originale : japonais
- Budget :
- Format : Couleur - 1.33:1
- Dates de sortie[1] :

 Japon : 25 février 1998
 Corée du Sud : 24 janvier 1999
 États-Unis : 25 avril 2000
 France : 24 mars 2001

## Contexte
Kite est sujet à controverses à cause de sa violence extrême, ses scènes explicites de sexe et nudité, en particulier des scènes pornographiques avec la très jeune Sawa. Par conséquent, l'OAV a été édité à trois reprises aux États-Unis, chaque fois avec moins de censure, si bien que la dernière version est non-censurée. Kite a également été banni dans plusieurs pays. Kite a parfois été classé dans le genre ultraviolent, avec pédopornographie et lolicon. Cependant, il est considéré par certains fans comme un anime culte.
Deux versions ont été initialement diffusées : une "version général" (interdite aux moins de 16 ans) et une version "Director's cut" (interdite aux moins de 18 ans), cette dernière contenant environ 10 minutes de scènes explicites. La version "Director's cut" présente toutefois des scènes présentes dans l'édition japonaise. Une troisième version, nommée "Special edition", présente Kite dans sa version originale, sans censure. Toutes contiennent les aspects violents du film, mais seule la version "générale" contient une scène où Sawa adulte est nue. Les deux autres contiennent des scènes de sexe.

## Classifications
- Japon : R-18 (interdit aux moins de 18 ans)
- Corée du Sud : R-19 (interdit aux moins de 19 ans)
- États-Unis : classement effectué par l'éditeur, Media Blasters)
  - version normale : interdit aux moins de 18 ans en version non-censurée
  - édition spéciale et director's cut : interdit aux moins de 18 ans en version censurée
- Royaume-Uni : R18 (interdit aux moins de 18 ans) en version censurée
- Australie : R18+ (interdit aux moins de 18 ans) en version censurée
- Norvège : interdit aux moins de 18 ans en version censurée
- France : interdit aux moins de 18 ans en version censurée (sous le titre Domination NaKite)
- Allemagne : interdit aux moins de 18 ans en version censurée
- Espagne : non recommandé pour les moins de 18 ans en version censurée
- Nouvelle-Zélande : R18 (interdit aux moins de 18 ans) en version censurée

Pays où le film a été interdit
- République populaire de Chine
- Inde
- Russie
- Suède
- Norvège
- Danemark
- Égypte
- Israël

## Suite
La suite du film, Kite Liberator (en) (カイト リベレイター Kaito Ribaratoru), sort au Japon en mars 2008. Elle met en scène un nouveau personnage nommé Noguchi Monaka.